# David Lighty
David Maurice Lighty, Jr. (nacido el 27 de mayo de 1988 en Cleveland, Ohio), es un jugador de baloncesto estadounidense que pertenece a la plantilla del ASVEL Lyon-Villeurbanne de la Pro A, la máxima división francesa. Con 1.98 metros de altura juega en la posición de alero.

## Trayectoria Deportiva
Realizó una gran carrera en la NCAA en la Universidad de Ohio State, que le valió ser seleccionado para defender a su país en el Campeonato del Mundo U19.
Lighty llegó a Italia en 2011 tras no ser drafteado, para jugar en el Pallacanestro Cantú, con los que comenzó la temporada 2011-12. Con Cantú jugó 5 partidos de la Euroliga con unos promedios de 8.4 minutos, 2.8 puntos, 0.8 rebotes y 0.4 asistencias, disputando 8 partidos en la Serie A con unos números de 15.3 minutos, 7.5 puntos, 2.5 rebotes y 1.0 asistencias.
Al año siguiente en Cremona, el alero disputó un total de 23 partidos, con una media de 30.9 minutos, 10.7 puntos, 5.0 rebotes y 1.2 asistencias.
En agosto de 2014, se confirma su fichaje por el ASVEL Lyon-Villeurbanne, tras jugar dos temporadas en Nanterre.